# 제단자리
제단자리(祭壇-,Ara)는 남쪽 하늘의 별자리로, 전갈자리와 남쪽삼각형자리 사이에 놓여있다.

## 특징
대한민국에서는 거의 볼 수 없다.

## 별과 천체

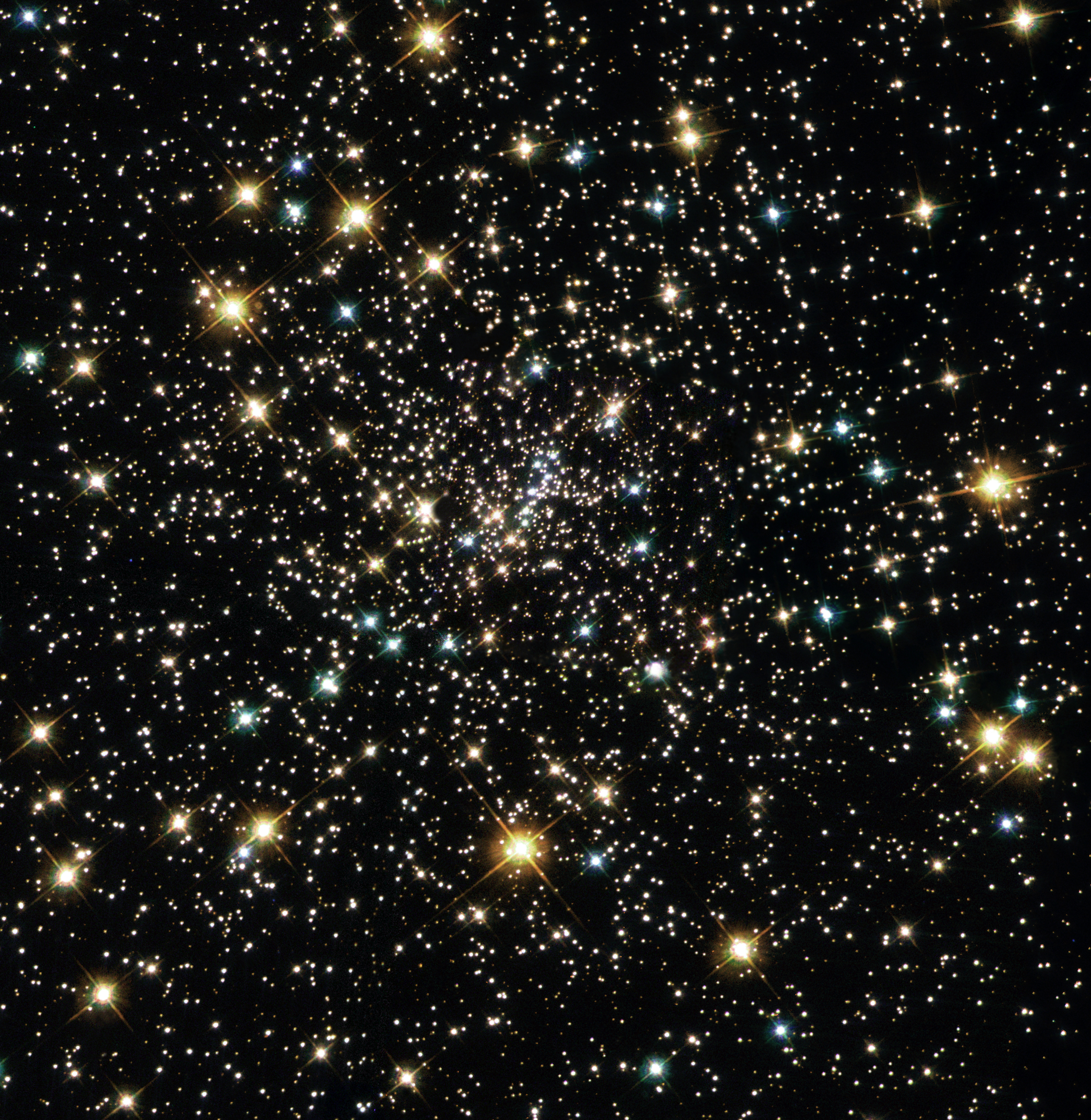
NGC 6397 구상성단

- 제단자리 β (β Arae): 제단자리에서 가장 밝은 별로, 2.9 등급이다.
- 제단자리 γ: β별 바로 남쪽에 있으며, 이중성이다.
- 제단자리 α: 알파별이나 실제 밝기는 별자리 내 두 번째이다.
- 제단자리 μ: 지구형행성을 포함하여 주위를 도는 행성이 최소한 4개가 있다고 여겨지는 별이다.

### 성운과 성단
제단자리의 북서쪽은 은하수가 지나며, 다수의 성단과 성운이 있다.
- NGC 6397: 구상 성단으로, 약 8,200 광년의 거리에 있으며, 구상 성단 중에서 가장 가까운 것으로 여겨진다.
- NGC 6352: 구상 성단으로,제단자리 알파와 요타성 사이에 있다.
- NGC 6362: 구상 성단으로,별자리 영역의 아래쪽 끝에 위치한다.
- 가오리 성운: 행성상 성운으로,가장 최근에 생성된 것으로 보인다. 중심에 별의 잔해인 백색 왜성이 남아 있다.

## 역사
톨레미의 48개 별자리에 포함되었으며, 현대 88개 별자리 중 하나이다.

## 신화
제단자리는, 흔히 뒤집어져 있는 것으로 그려지기도 하지만, 그 연기가 은하수를 흐르는 것으로 하여 바르게 그려지기도 한다. 초기의 라틴어 명칭은 'Ara Centauri'였다. 또한, '디오니소스의 제단'이라 부르기도 한다.

## 같이 보기
- 가오리 성운